# 世界表情图标日
世界表情符號日（英語：World Emoji Day）於每年的7月17日，為非官方的纪念日。为了庆祝emoji的广泛使用最早从2014年开始举办。通常，在这一天会举办一些emoji活动，并发布一些emoji。